# Ctenomys tucumanus
Туко-туко Тукумана (Ctenomys tucumanus) — вид гризунів родини тукотукових, який зустрічається на північному заході Аргентини. Населяє вологі рівнини центрального Тукуману.

## Зовнішня морфологія
Довжина голови й тіла: 173,2 мм; хвіст: 70,6 мм; довжина задніх лап: 30,9 мм. Забарвлення спини від жовтувато-коричневого до темно-коричневого, яке стає поступово світло-коричнево-жовтим з боків і на животі, середина живота майже біла. Передні ноги часто дуже темні. Хвіст зазвичай двоколірний.

## Генетика
Число хромосом 2n=28.

## Загрози та охорона
Втрата місць проживання в зв'язку з розширенням сільськогосподарського виробництва є серйозною загрозою для цього виду. Не відомо, щоб для збереження виду проводились якісь заходи.